# Cezariusz Chrapkiewicz
Cezariusz Chrapkiewicz (ur. 30 maja 1934 w Andrychowie, zm. 9 października 2006 w Bielsku-Białej) – polski aktor teatralny i filmowy.

## Życiorys
W 1961 roku ukończył studia na PWST w Krakowie. W tym samym roku, 3 listopada, miał miejsce jego debiut teatralny. Występował na scenach następujących teatrów:
- Teatr Polski w Bielsku-Białej (1961-63, 76-78, 95-2005)
- Teatr im. Juliusza Osterwy w Lublinie (1963-65)
- Teatr Rozmaitości w Krakowie (1965-66)
- Teatr im. Adama Mickiewicza w Częstochowie (1966-67)
- Teatr im. Stefana Żeromskiego w Kielcach (1967-69, 71-72, 73-76)
- Teatr Dramatyczny w Szczecinie (1969-70)
- Teatr im. Wojciecha Bogusławskiego w Kaliszu (1970-71)
- Teatr im. Ludwika Solskiego w Tarnowie (1972-73)
- Teatr Śląski (1978-79)
- Teatr im. Stefana Jaracza w Olsztynie (1979-80)
- Teatr im. Adama Mickiewicza w Cieszynie[1] (1980-90)

## Filmografia
- 1978: Ślad na ziemi − lekarz (odc. 5)
- 1980: Ciosy
- 1981: Karabiny − Józek
- 1983: Na straży swej stać będę
- 1986: Biała wizytówka (odc. 3 i 5)
- 2001: Święta wojna − Anglik (odc. 76)
- 2003: Strefa zmierzchu − Tadeusz
- 2005: Barbórka − stary fotograf
- 2006: Kryminalni − proboszcz (odc. 43)
- 2006: Kryminalni. Misja śląska − proboszcz

## Teatr telewizji
Ma na koncie kilka ról w spektaklach teatru telewizji. Zagrał m.in. rolę Bogumiła w spektaklu "Noce i dnie" w reżyserii Izabelli Cywińskiej (1971r.)

## Nagrody i odznaczenia
- Wyróżnienie za rolę Sekretarza w przedstawieniu "Ptak" Jerzego Szaniawskiego w Teatrze Polskim w Bielsku-Białej przyznane podczas Śląskiej Wiosny Teatralnej (1963r.
- Nagroda Zarządu Głównego SPATiF dla młodego aktora za rolę Malkolma w "Makbecie" Williama Szekspira na IV Kaliskich Spotkaniach Teatralnych (1964r.)
- Tytuł "Najpopolarniejszego aktora Teatru im. Stefana Żeromskiego w Kielach-Radomiu" (1975r.)
- Katowicka "Złota Maska" (1985r.)
- Nagroda prezydenta miasta Bielsko-Biała z okazji Międzynarodowego Dnia Teatru (2004r.)
- Złoty Krzyż Zasługi (2006r.)
- Odznaczenie za zasługi dla województwa bielskiego (2006r.)